# David Depetris
David Depetris (ur. 11 listopada 1988) – słowacki piłkarz pochodzenia argentyńskiego i włoskiego grający na pozycji napastnika.
Podczas swojej kariery występował w klubach Atlético Rafaela, AS Trenčín, Omniworld, Çaykur Rizespor, Sigma Ołomuniec, Morelia, Spartak Trnawa, Huracán, Olimpo i Sarmiento. 1 lutego 2021 został piłkarzem włoskiej Savoia.